# Љиљана Петровић
Љиљана Петровић (Брод, 21. фебруар 1939 — Нови Сад, 4. фебруар 2020) била је српска певачица. Била је прва представница Југославије на Песми Евровизије. Њена успешна каријера је трајала све до 1980. године када се повукла са музичке сцене.

## Биографија
Рођена је 1939. године у Броду. Певањем се почела бавити 1960. године када ју је на Малом Лошињу запазио директор Југотона. Док је снимала плочу у Љубљани, приметио ју је Јоже Прившек. Он јој је написао песму Неке давне звезде са којом је наступала на Песми Евровизије 1961. у Кану. Тиме је постала прва представница Југославије на Песми Евровизије. Била је осма од 16 песама са 9 освојених бодова. Од тада је наступала на бројним фестивалима и имала је велику популарност. Њен највећи хит у каријери је била песма Нека то не буде у пролеће коју је извела на фестивалу у Опатији. Крајем 1970-их се повукла са музичке сцене. Касније је писала хаику поезију и компоновала песме инспирисане хаику поезијом. 1991. објавила је и своју књигу. Умрла је 4. фебруара 2020. у Новом Саду.

## Фестивали
Београдско пролеће:
- Мали пастир, '64
- Живи без мене (алтернација са Стеваном Зарићем), награда новинара, '66
- Никада нећемо дозволити да престане наша љубав, '71
- Време првих пољубаца (Дечје београдско пролеће), '72
- Не играј се ветре, '73
- Чик, чика, чик (Дечије београдско пролеће), '74
- Хвала срцу што те воли, '76
- Мора се признати (са хором "Колибри", дечије песме), '76
- Априли-ли (и дечији хор РТБ, дечје београдско пролеће), '78
- Драги ме је оставио (Вече нове градске песме), '78
- Тамбуре су свирале (Вече градске песме), '79
- Ти ме не волиш више (Вече нове градске песме), '81
- Нека свира музика (Вече нове градске песме), '82

Ваш шлагер сезоне, Сарајево:
- Млади смо, '70
- Обећање у новембру, '71
- Смири се, срце, '72
- Све је тужно, '73

Опатија:
- Заборави (алтернација са Зденком Вучковић), '65
- Нека то не буде у пролеће (алтернација са Ивом Робићем), '66

Сплит:
- Чекај ме, драги, '73

Загреб:
- Андрија, '62
- К'о црне руже цвет, победничка песма (Вече шансона) '62
- Добро јутро, Загреб (алтернација са Аницом Зубовић), '63
- Сјене под звијездама (алтернација са Душаном Јакшићем) / Станица у предграђу (алтернација са Терзом Кесовијом), '63
- Трава коју газиш, '73

Југословенски избор за Евросонг:
- Неке давне звезде, победничка песма, Љубљана '61
- Табакера, треће место, Београд '63

Евросонг:
- Неке давне звезде, '61, 8. место

Студентски фестивал:
- Нарцисе - лагани валцер, трећа награда, '62

Омладина, Суботица:
- Три дана / Стани за час, треће место, '67

Елида фаворит фестивал, Сапонијин фестивал:
- Романса, '63

Песма лета:
- Помози ми да те заборавим, '67

Акорди Косова:
- Бекиме, Бекиме, награда стручног жирија и награда новинара за интерпретацију, '71

Златният Орфей, Бугарска:
- треће место, '67

Internationales schlagerfestival, Dresden:
- Никола, '71

Звуци Паноније, Осијек:
- Пјесма Паноније, '72
- Пјесник и храст, '74
- Ноктурно за повратника, '78
- Засвирајмо стару серенаду, '81
- Осјечка фрајлица, '83
- Упрегни Цветка у чезе, '85

Хит парада:
- Гитаро, друже мој, '74

Славонија, Славонска Пожега:
- Гдје си лоло моја, '77
- Имам дику, '79
- Ни бећари више нису / Јулишка (дует са Младеном Козјаком), '80
- Стани баја, тамбуру ти љубим, '81

Златна тамбурица, Нови Сад:
- Нисам дошла да раскопчам недра, '90

Војвођанске златне жице, Нови Сад:
- Ветар са Фрушке горе, 2005